# 大北公司

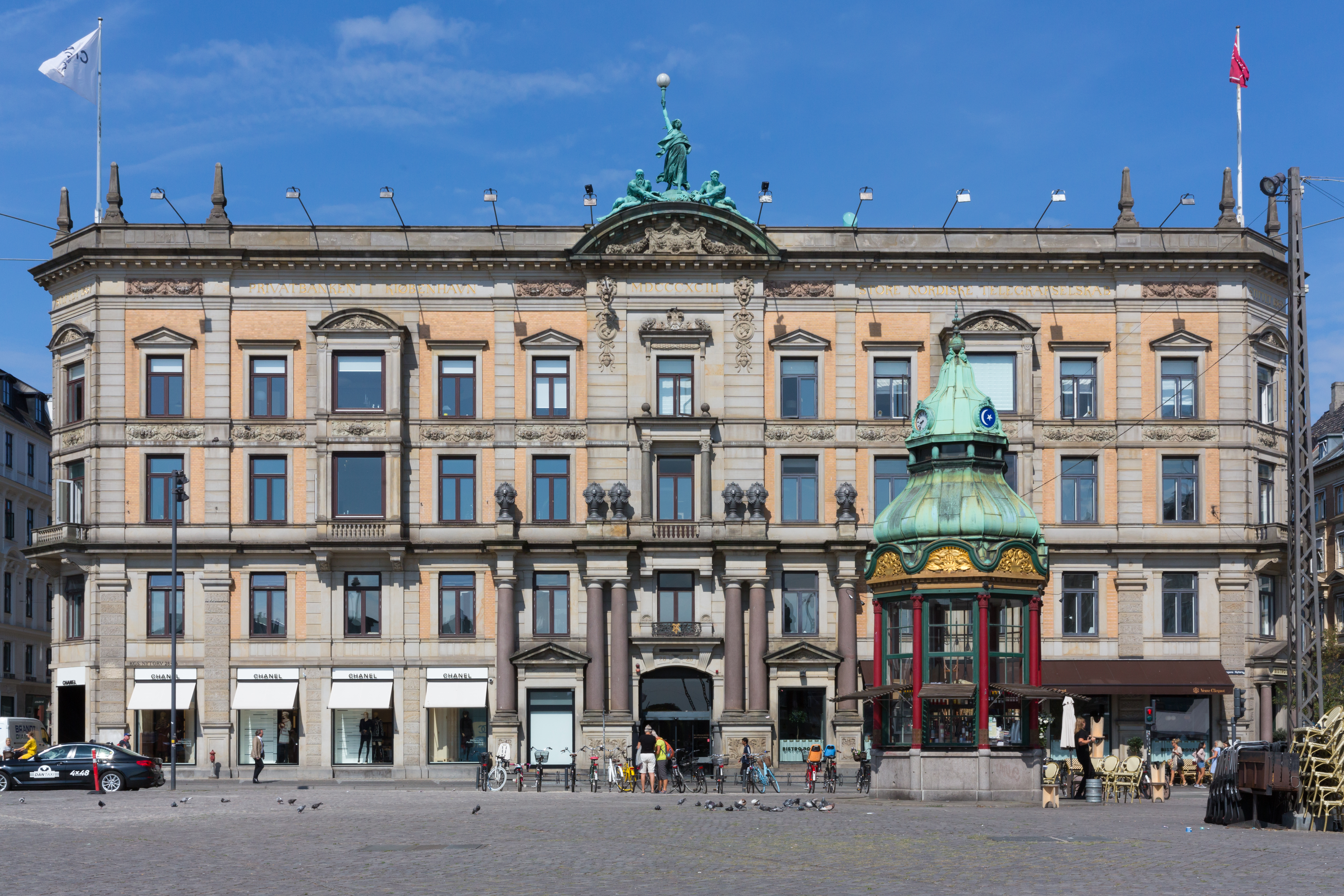
大北电报公司大楼, 哥本哈根, 国王新广场, built 1893

大北公司（丹麥語：GN Store Nord A / S）是一家丹麥的聽力儀器和聽力學診斷設備（GN ReSound和GN Otometrics）及耳機（Jabra（GN Netcom））的製造商。

## 上市
大北公司在NASDAQ OMX Copenhagen上市 (ISIN code DK001027263-2).

## 总部

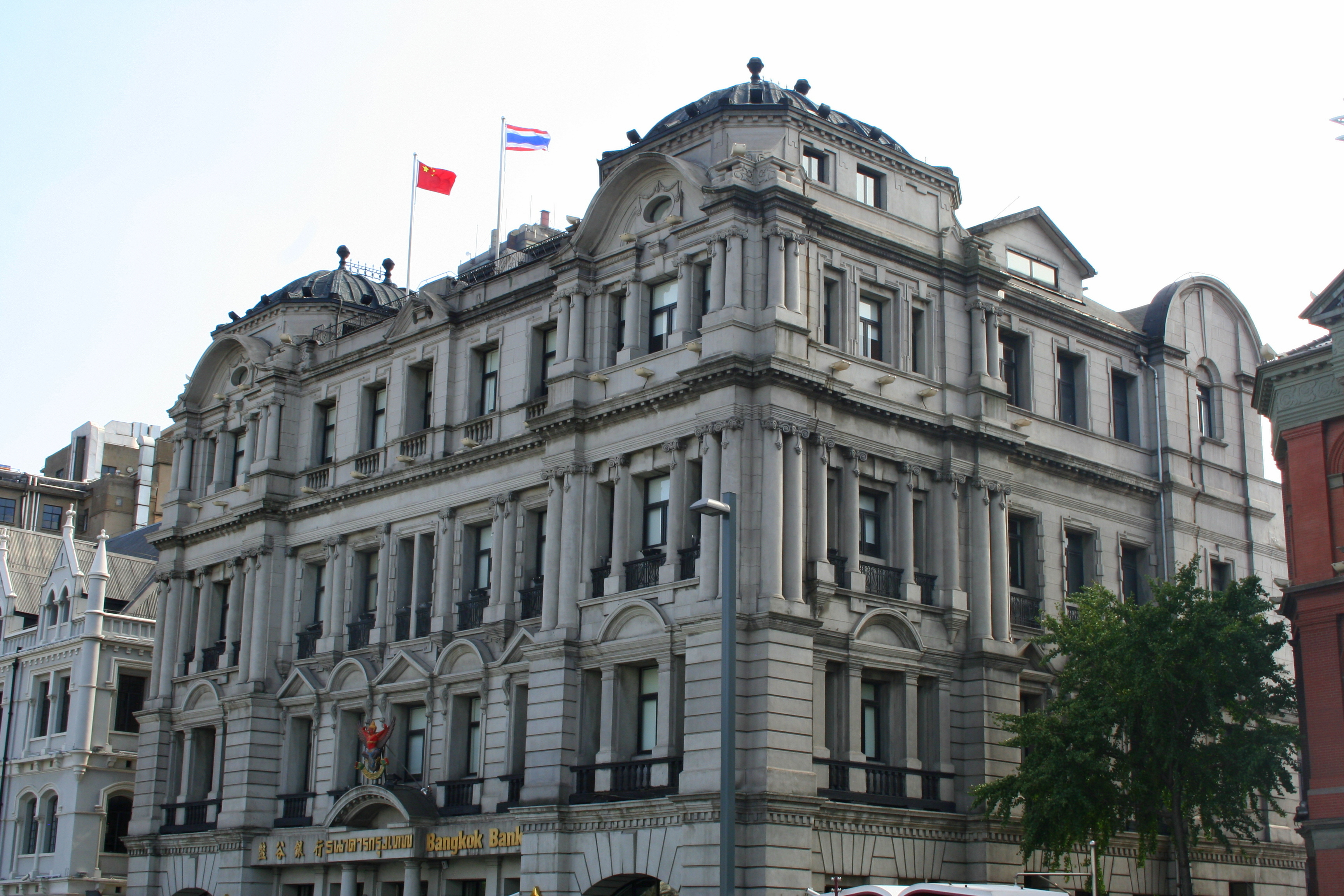
上海, 外滩大北电报公司大楼，当时的远东总部

公司总部位于哥本哈根附近的巴勒魯普的Lautrupbjerg 7 号，而前总部则位于哥本哈根, 国王新广场，1893年建成。
55°44′19″N 12°23′12″E / 55.73861°N 12.38667°E

## 总裁
(不完整)
- (1873-1908) Edouard Suenson
- (1908-1954) Kay Suenson
- (1954-) Bent Suenson
- (1987-1993) Thomas Duer
- (1995-2001) Jørgen Lindegaard

## 历史

### 大北电报局
1869年6月工业大亨卡尔·弗雷德里克·提肯取得了沙皇俄国的特许建设沙俄境内的有线电报干线，使从欧洲到远东的电报通信成为可能，于是把丹挪英、丹俄、英挪三家电报公司合并成立大北电报公司（当时中译为大北电报局）。 几年内，其有线电报网西联奥斯陆、伦敦、巴黎，东至香港-上海的海底电缆，1897年登陆日本长崎。
1897年，开始谈判从苏格兰经法罗群岛、冰岛、格陵兰至美国的有线电报电缆。1906年建成，但最后一段却无法接入美国境内，直到60年之后才变为现实。
一战与俄国十月革命反倒是促进了大北的业务繁荣。1921年列宁签署了延长大北特许业务期限的协议。1920年代至1930年代是大北最顶峰时期。二战摧毁了大北的电报网。1945年只剩下英国-法罗群岛-冰岛与瑞典-芬兰两根电缆。大北的时代结束了。逐渐转型离开了通信干线网业务。

### 大北电报局在中国
1870年6月，大北电报局成立远东公司和上海站（设在南京路5号）。1871年大北电报局修建香港经上海至日本长崎的海底电缆，不理睬清政府与英使谈妥的“只许铺设海底电缆”的协议，把线路登陆引至上海公共租界的报房，1870年6月3日开始收发电报。大北电报局与英商大东电报局签订协议，规定上海以北归大北经营，香港至上海之间由双方共同经营。
1871年3月大北电报局在厦门鼓浪屿（当时也是租界）田尾路开始营业。
1874年，大北电报局未经中国政府同意，架设福州泛船浦——福州马尾罗星塔的电报水线。1876年福建通商局收购了福州电报线路使用权，收归官办。
1881年8月15日，大北电报局与美商旗昌洋行订立租约，并在1882年迁入外滩七号大楼办公。1906年在原址之上重新建造了外滩七号的新楼。1922年迁往爱多亚路并另建了一幢新的大楼，也就是今延安东路上的上海电信博物馆。
1882年，大北电报局在外滩7号公司内设置磁石式人工电话交换所，在上海公共租界和法租界架设电线杆，装设了电话25家，每户话机年租费150元大洋，并装有一部公用电话。这是中国提供公共服务的电话局之始。当时实际用户41户，其中洋行用户38户，中国商行3户，年底用户就升到了338户。
1961年，大北电报局将设备转让给中华人民共和国邮电部。12月9日，由上海邮电管理局与大北电报局在上海签订转让契约。1962年3月，厦门邮电局派员接收大北电报局在厦门的财产。
2015年6月11日 ，为庆祝丹中建交65周年，丹麦北欧亚洲研究所将大北电报局编撰的世界第一本中文电报电码书转赠给上海电信博物馆留存。这是世界仅存的两本初版中文电码书。

## 链接
- 官方网站
- GN at NASDAQ OMX （页面存档备份，存于）